# Kuchnia kostarykańska

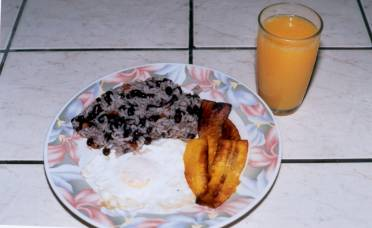
Typowe kostarykańskie śniadanie składające się z gallo pinto, smażonych bananów, jajka i soku pomarańczowego

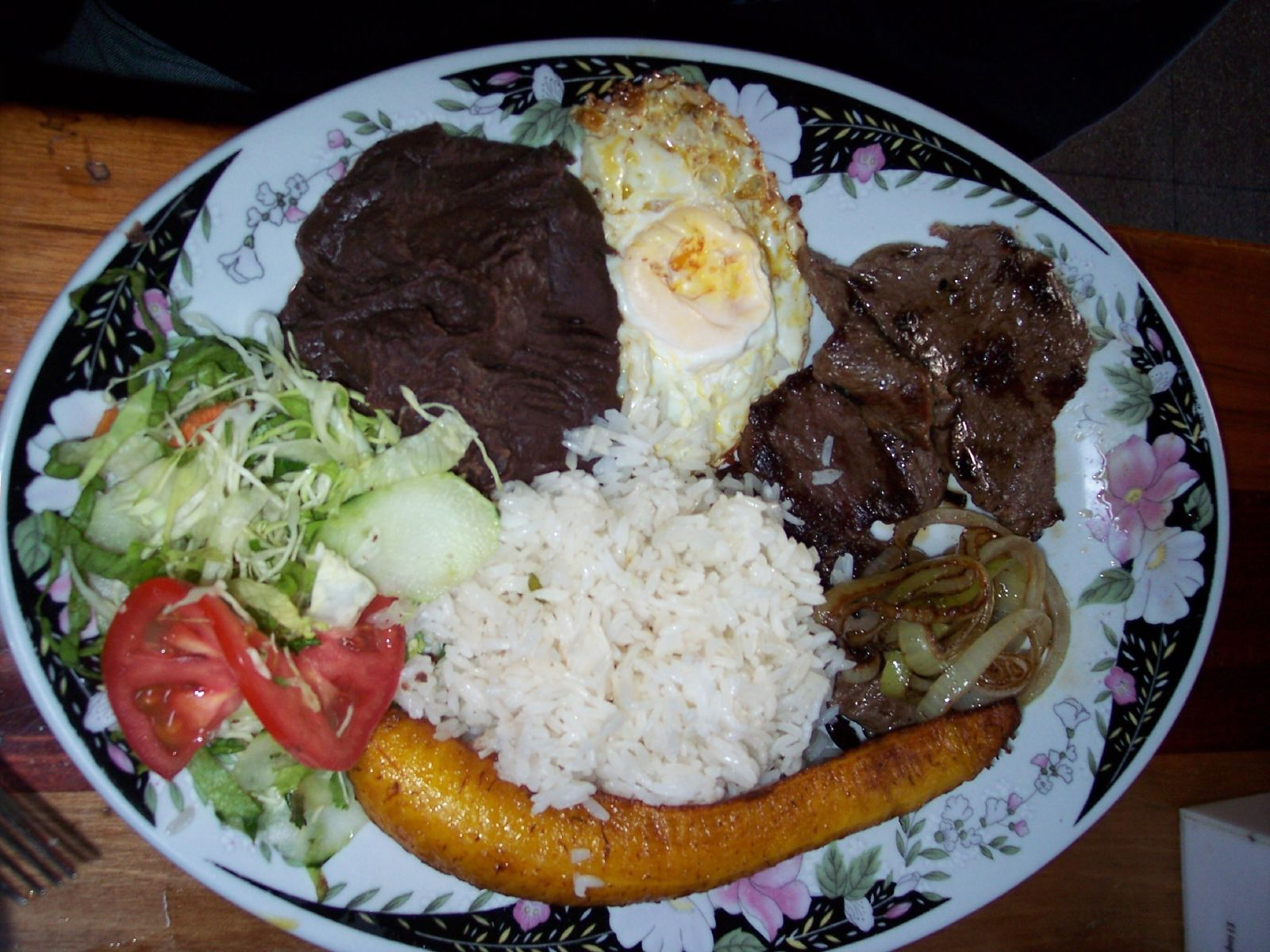
Casado

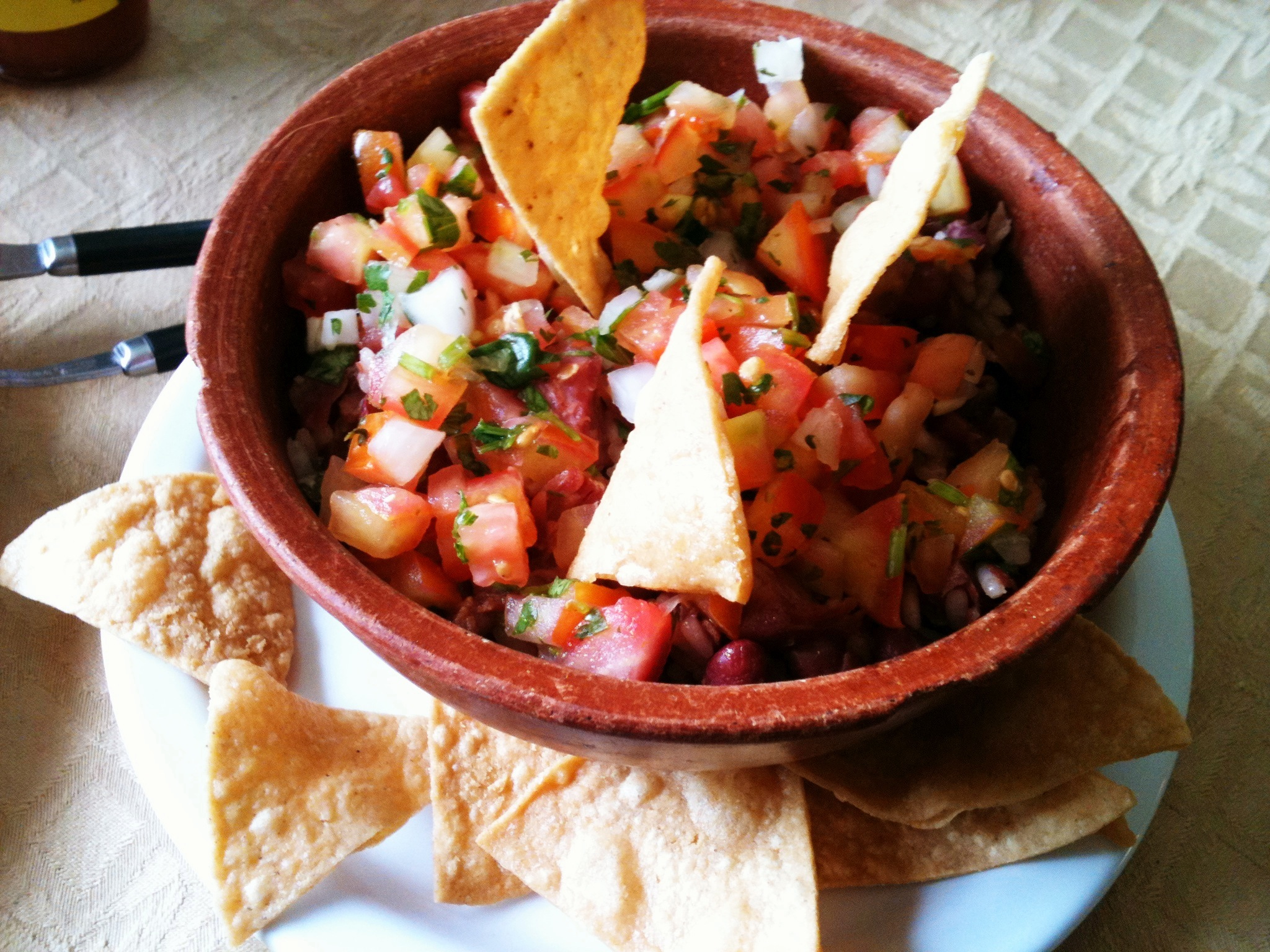
Chifrijo będące częstym daniem w restauracjach

Kuchnia kostarykańska cechuje się tym, że jest dość łagodna, z dużym udziałem świeżych owoców i warzyw. Ryż i czarna fasola to podstawa większości tradycyjnych dań w Kostaryce, zwykle podawanych trzy razy dziennie. 
Kostaryka ma długą linię wybrzeża, a co za tym idzie obfitość owoców morza. Kraj bogaty jest także w warzywa i owoce tropikalne, takie jak ananasy i mango, włączane do lokalnej kuchni. Jedzenie jest ważnym aspektem kultury Kostaryki, a rodzinne spotkania i uroczystości często koncentrują się wokół posiłków.
W epoce prekolumbijskiej znaczną część diety rodzimych ludów Kostaryki (w tym Chorotega) stanowiła kukurydza. Aż do lat 60. XX wieku eksport kawy i bananów stanowił większość dochodów republiki Kostaryki. 

## Charakterystyka
Gallo pinto, które ma dosłowne znaczenie „cętkowany kogut”, jest narodowym daniem Kostaryki. Składa się ono z ryżu i czerwonej lub czarnej fasoli smażonych razem na patelni, aby uzyskać kontrastujący barwnie wygląd. Zazwyczaj podaje się je na śniadanie wraz z jajecznicą lub jajkiem sadzonym i kwaśną śmietaną lub z serem. Przyprawy podawane do potrawy obejmują: kolendrę, czerwoną paprykę, cebulę, seler i przyprawę Salsa Lizano. Gallo pinto jest również daniem narodowym sąsiedniej Nikaragui.
Tradycyjny posiłek podawany na lunch nazywa się casado, co dosłownie oznacza w hiszpańskim „żonatego mężczyznę”. Wzięło się to od przezwiska żon, które pakowały mężom wyjeżdżającym na pola lunch na liściu bananowca. Także ten posiłek składa się z ryżu i fasoli podawanych obok siebie, ale nie mieszanych. Zwykle dodaje się jakiś rodzaj mięsa (wołowina, ryba, kotlet schabowy lub kurczak) i sałatkę. Aby dopełnić danie dodaje się również smażoną babkę (patacones lubmaduro), plasterek białego sera lub kukurydzianą tortillę. 
Tamal rozpowszechnione przez Azteków w całej Ameryce Środkowej, jest podawane na większości uroczystości w Kostaryce, a zwłaszcza w Boże Narodzenie. Tamal robione jest z ciasta, z mąki kukurydzianej, smalcu i przypraw, nadziewane różnymi mieszankami mięsa, ryżem, warzywami, oraz zawijane i gotowane na parze w skórce babki lub banana. Rodzima ludność Chorotega robi zazwyczaj tamal z jelenia lub indyka, nasion dyni, z pomidorów i papryki.
Kawa jest głównym towarem eksportowanym z Kostaryki, oferowanym w prawie każdej restauracji i gospodarstwie domowym w kraju. Podawana na czarno lub z mlekiem (znana jako café con leche), na ogół jest mocna i wysokiej jakości. Oprócz kawy podaje się też słodkie napoje owocowe i napoje gazowane. Również poziom spożycia napojów alkoholowych jest duży.

## Sektor usług gastronomicznych

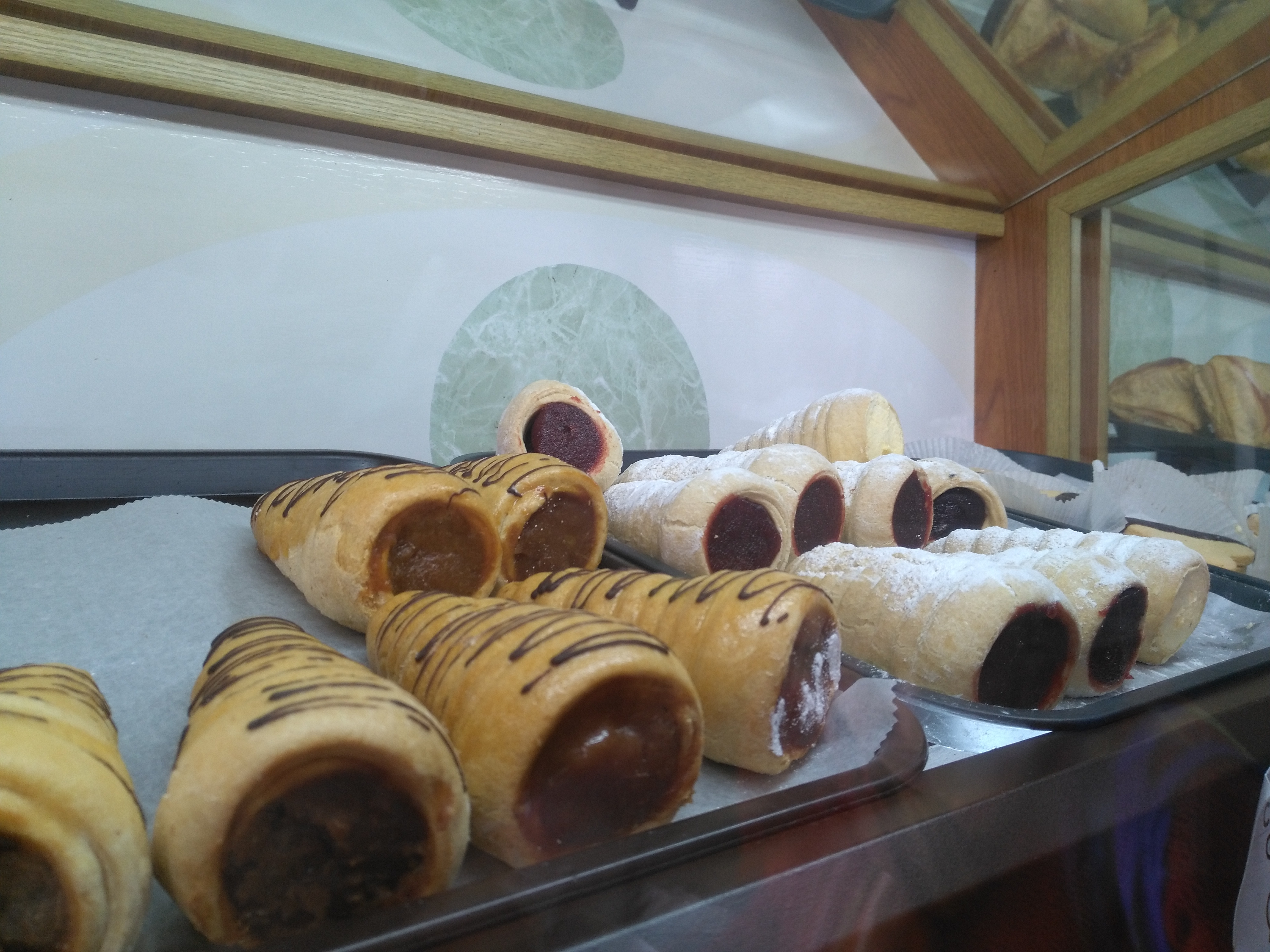
Tradycyjne cachos z różnymi nadzieniami są integralną częścią regionalnych wypieków.

Duża różnorodność narodowości, które odwiedzają lub mieszkają w Kostaryce, stworzyła ramy działalności dla wielu restauracji, które oferują wiele potraw międzynarodowych i etnicznych. Wzrost społeczności imigrantów, wraz z rozwojem turystyki napędzają popyt żywności o wysokiej wartości, w sklepach detalicznych i restauracjach. Rozwijają się ośrodki edukacji i szkolenia z gastronomii.   
Większość najlepszych restauracji znajduje się w stolicy kraju, San José. W ostatnich latach dzielnice na wschód od centrum miasta stały się atrakcyjnymi miejscami dla smakoszy. Ponad osiemdziesiąt restauracji znajduje się tam na powierzchni 2 km², w takich dzielnicach jak: Amon, Otoya, Aranjuez, Dent, Los Yoses i Escalante.
Ekskluzywne i wyspecjalizowane restauracje serwujące zarówno dania kuchni lokalnej, jak i kontynentalnej powstają również w innych głównych ośrodkach miejskich. W restauracjach obfity jest wybór specjałów kuchni zagranicznych, takich jak: argentyńskiej, kolumbijskiej, chińskiej, hiszpańskiej, śródziemnomorskiej, włoskiej, indyjskiej, japońskiej i meksykańskiej. Rozwija się również sektor fast foodów.